# Spice Girls
Spice Girls var en britisk pigegruppe, der blev dannet i 1994. Bandet bestod af Melanie Brown ("Scary Spice"), Melanie Chisholm ("Sporty Spice"), Emma Bunton ("Baby Spice"), Geri Halliwell ("Ginger Spice"), og Victoria Beckham (dengang Victoria Adams) ("Posh Spice"). De havde kontrakt med Virgin Records og udgav deres debutsingle "Wannabe" i 1996, som nåede førstepladsen i 37 lande. og etablerede dem som et globalt fænomen. Den var et af de første af 1990'ernes konceptbands og havde meget stor succes i hele verden frem til gruppens opløsning i 2001.
Gruppen udgav tre albums, inden de gik i opløsning i 2000. Siden har de været samlet til en turne fra 2007-2008 og ved enkelt begivenheder.

## Medlemmer
- Emma Bunton "Baby Spice" Hun blev kaldt "Baby Spice", da hun er den yngste og har et, for mange, babyagtigt udtryk med det blonde hår.
- Melanie C "Sporty Spice" Dette blev hun kaldt, da hun altid virkede sporty i tøjet og dansen.
- Melanie  B "Scary Spice" Dette blev hun kaldt på grund af sin store frisure.
- Geri Halliwell "Ginger Spice" Dette blev hun kaldt, fordi hun havde det røde, friske og energiske look ('ginger' er engelsk slang for 'frisk rødhåret').
- Victoria Adams "Posh Spice" (sidenhen Victoria Beckham) Hun blev kaldt Posh, fordi hun så mest stilfuld og alvorlig ud ('posh' betyder 'fornem' eller 'fin').

I 1998 valgte Geri Halliwell at forlade gruppen, der herefter fortsatte på egen hånd.

## Karriere

### 1994-1995
En annonce i bladet The Stage var det, der gav anledning til gruppens dannelse. I annoncen stod der: "Er du smart, ambitiøs og kan lide at synge og danse?" Hundredvis af piger besvarede annoncen, og efterhånden blev ansøgerne sorteret og gik igennem forskellige workshops, der fungerede som et udskilningsløb. Til sidst stod fem piger tilbage: Melanie Chisholm, Geri Halliwell, Melanie Brown, Victoria Adams samt Michelle Stephenson. De flyttede ind i et lille hus, så de kunne lære hinanden at kende. Gruppen gik under navnet "Touch". Med tiden fandt Michelle Stephenson ud af, at hun ikke fungerede så godt sammen med de andre piger, så hun stoppede, og i stedet kom Emma Bunton med i gruppen.
Pigerne fik få lommepenge at klare sig for og kørte til arbejde hver morgen i Geris lille bil. De modtog sangundervisning og danseundervisning. Producenterne ville stadig ikke give dem kontrakt, så en dag fik de nok og tog rundt og sang for forskellige mennesker, og en dag skrev de så kontrakt med Simon Fuller. Så fik de navnet Spice Girls og lavede en masse demobånd.
I september 1995 skrev de kontrakt med Virgin Records.

### 1996
Gruppens første single, "Wannabe", udkom i juli.

### Efter opløsningen
Der florerede en del rygter i 2007 om, at gruppen planlagde at lade sig gendanne. Således skulle prins William og prins Harry have skrevet til pigerne og bedt dem deltage i en mindekoncert for deres mor prinsesse Diana på  Wembley 1. juli 2007. Den 28. juni 2007 blev forventningen indfriet, da Spice Girls annoncerede, at de ville blive gendannet for at spille ved 11 koncerter.

## Diskografi
- Spice (1996)
- Spiceworld (1997)
- Forever (2000)